# Kanton Montreuil-Nord
Der Kanton Montreuil-Nord war von 1976 bis 2015 ein französischer Wahlkreis im Arrondissement Bobigny, im Département Seine-Saint-Denis und in der Region Île-de-France. Er bestand aus einem Teil der Stadt Montreuil.